# موريس جاكسون
موريس جاكسون (بالإنجليزية: Maurice Jackson)‏ هو مؤرخ وسياسي أمريكي، ولد في 10 أكتوبر 1950.